# Diabroctis mirabilis
Diabroctis mirabilis är en skalbaggsart som beskrevs av Edgar von Harold 1877. Diabroctis mirabilis ingår i släktet Diabroctis och familjen bladhorningar. Inga underarter finns listade i Catalogue of Life.